# Canon de 3,7 cm SK C/30
Pour les articles homonymes, voir Canon de 37 mm.
Le canon de 3,7 cm SK C/30 est un canon antiaérien monté sur la plupart des navires de la Kriegsmarine durant la Seconde Guerre mondiale. Il a été remplacé en 1936 par le canon antiaérien automatique de 3,7 cm Flak 43.

## Description
Le canon de 3,7 cm C/30 est un canon semi-automatique à un coup, chaque munition étant chargée individuellement. Par conséquent, sa cadence de tir à environ 30 obus par minute est bien en deçà des 80 à 100 obus par minute de son contemporain, le canon antiaérien Bofors 40 mm. Une variante pour sous-marin nommée SK C/a également été produit.

### Affûts
Le Doppellafette C/30 (Dopp L C/30) consistait en un montage parallèle de deux canons dans des berceaux séparés. Il était manœuvré par une équipe de six hommes sans compter les servants supplémentaires affectés à l'approvisionnement en munitions. Cette version était gyro-stabilisée jusqu'à une correction de 19,5° pour contrebalancer le tangage et le roulis du navire. La plupart des bateaux allemands plus gros que des torpilleurs étaient équipés d'au moins un Dopp L C/30.
Le Einheitslafette C/34 (Einh L C/34, modèle de configuration universel 34) était un canon monté seul sur un support et manœuvré par deux hommes. Certaines versions étaient équipées d'une plaque de blindage de 8 mm. Le C/34 a été utilisé sur les plus petits bateaux de la Kriegsmarine tels que les Schnellboot. Un certain nombre ont été utilisés à terre pour renforcer les défenses antiaériennes des ports.
La version Ubts L C/39 pour sous-marins utilisait le canon SK C/30U. C'était une version montée sur trépied et manœuvrée par une équipe de deux hommes. L'un d'eux actionnait l'arme pendant que l'autre ajustait l'orientation de l'arme au moyen de manivelles
| Affût       | Poids          | Débattement angulaire |
| ----------- | -------------- | --------------------- |
| Dopp L C/30 | 3,670 kg       | -9° à +85°            |
| Einh L C/34 | 1 860–2,020 kg | -10° à +80°           |
| Ubts L C/39 | 1 450 kg       | -10° à +90°           |

### Munitions
Le SK C/30 utilisait deux types de munitions traçantes : la 3,7 cm Br Sprgr Patr 40 L/4.1 Lh 37M, une munition hautement explosive avec un cœur incendiaire et la 3,7 cm Sprgr Patr 40 L/4.1 Lh 37 identique à la première mais non incendiaire. Les munitions traçantes étaient disponibles en rouge, jaune, ou blanc et étaient identifiées par une bande peinte de la couleur correspondante. Chaque munitions pesait 1,78 kilogrammes.